# Волоф (язык)
Воло́ф (самоназвание — Wolof làkk) — язык народа волоф, один из атлантических языков (северная ветвь). Один из официальных языков Республики Сенегал, наряду с французским, позиции которого волоф активно потеснил с конца XX века. Также распространён в Гамбии и сопредельных странах Западной Африки (в основном в южной части республики Мавритания). Общее число говорящих носителей языка волоф составляло 4,5 млн человек (оценка на 2006), однако язык находится в стадии активного расширения своего ареала за счёт перекрёстных миграций, ассимиляции носителей малочисленных соседних африканских языков, высокого естественного прироста носителей. Язык межэтнического общения в Сенегале и Гамбии.

## Диалекты
Основные диалекты, различия между которыми невелики: вало, дьолоф, кадьор, баоль, салум, лебу; наиболее отличен от других диалект лебу. Выделяются урбанизированные говоры в Сен-Луи, Дакаре (Сенегал), Банжуле (Гамбия). В целом язык довольно однороден, диалекты имеют различия в основном в лексике и отличаются высоким уровнем взаимопонимаемости.

## Грамматика
Грамматический строй характеризуется сочетанием изоляции с агглютинацией. Система классов именных редуцирована (8 классов единственного числа и 2 — множественного числа). Класс в морфологической структуре существительного в современном волоф не маркируется, хотя сохранились следы архаического префикса. Согласование по классу реализуется главным образом в области местоимений. В сфере глагола развит механизм суффиксации, расширяющей основу и привносящей в глагол лексико-синтаксические изменения. В парадигмах спряжения важную роль играют видоизменяющиеся субъектные местоимения; формируются особые эмфатические парадигмы при условии выделения (фокализации) одной из трёх синтаксических составляющих (подлежащее / глагол / второстепенный член).

## Письменность

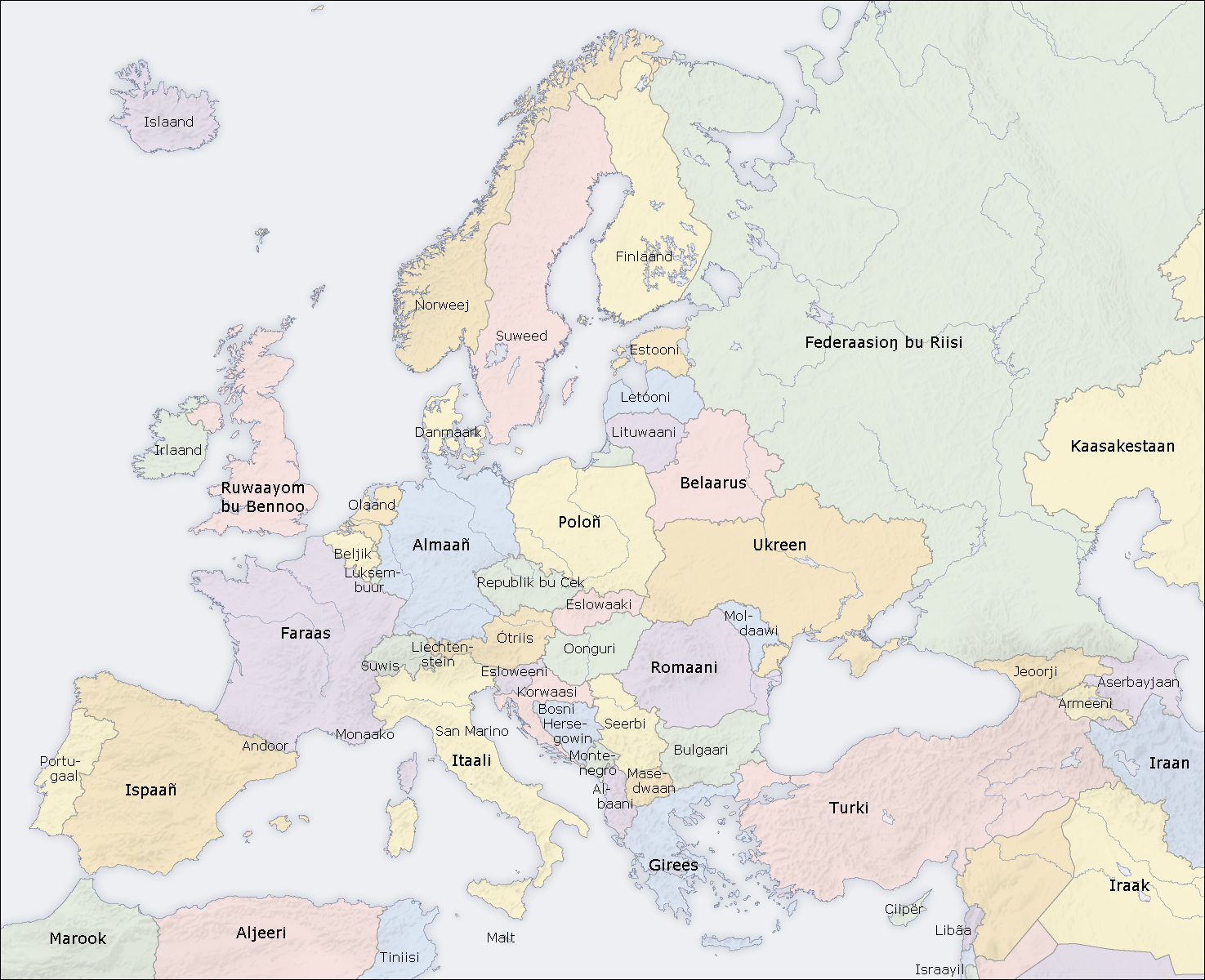
Карта стран Европы на языке волоф (названия стран в основном заимствованы из французского, но в адаптированном виде)

Письменность на волофе с использованием арабской графики появилась ещё в доколониальную эпоху. В 1960—1974 существовал экспериментальный алфавит волофал, который не прижился. К концу XX в. началось активное развитие литературно-письменной формы волофа на основе латинской графики. Расширяются опыты по введению волофа в обучение, создаются учебные пособия, книги для чтения. Волоф используется в средствах массовой информации (периодика, теле- и радиовещание, кино).

## Алфавит волофа
Алфавит волофа: Aa, Bb, Cc, Dd, Ee, Ëë, Ff, Gg, Hh, Ii, Jj, Kk, Ll, Mm, Nn, Ññ, Ŋŋ, Oo, Pp, Qq, Rr, Ss, Tt, Uu, Ww, Xx, Yy

## Распространение и узус

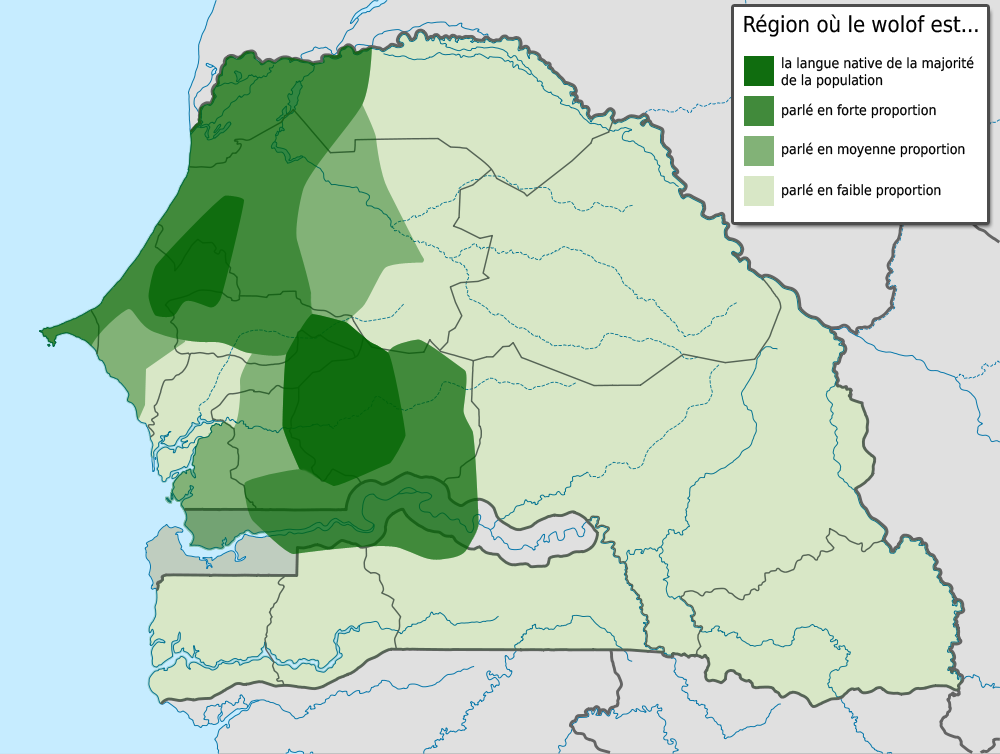
Распространение языка волоф в Сенегале. Эффект снежного кома: тёмно-зелёное ядро носителей и светло-зелёные регионы различной градации, где язык стал основным средством общения

Ядро исконно волофоязычной территории находится на северо-западе современного Сенегала. Французский педагог Жан Дар (1790—1843) основал в 1817 году первую формально французскую школу в Сен-Луи. Однако основным языком толкования материала он избрал волоф, что послужило толчком к последующей популяризации волофа. В постколониальный период волоф является одним из немногих автохтонных языков Африки к югу от Сахары, которые оказались способны успешно конкурировать с привнесёнными сюда европейскими языками в самых разных сферах.
Кроме этого, современная волофоязычная культура по сути является полностью мусульманской, а значит она изначально имеет мало точек соприкосновения с франкоязычной (к примеру, в соседних Кот-Д'Ивуар и Бенине доминирует христианство, и французский язык там продолжает распространяться в качестве родного языка горожан).
Волоф активно вытесняет многие другие языки Сенегала во всех сферах (кроме жоола, гааль-пуллара и сереера), особенно среди молодёжи.
В 1960 году появился алфавит на латинице. В 1971 году на волоф начала выходить пресса; в XXI веке язык доминирует СМИ и ТВ, широко представлен в театре, музыке, радио и кинематографе, занимает лидирующие позиции на рабочем месте.
Многие носители Волофа не умеют писать, поэтому преимущественным способом распространения информации через интернет стали голосовые сообщения.

## Оценка численности
Число носителей волофа в 1991 году не превышало 2,6 млн человек, но язык вошёл в стадию активного распространения. К 1999 году волофизация так или иначе охватывала 7 миллионов сенегальцев из 8,5-млн. населения страны. К 2010 году волоф сумел занять практически все ниши, которые ранее занимал французский язык в Сенегале. Немалую роль в процессе падения популярности французского в стране играет переориентация миграционных потоков сенегальцев от Франции к более экономически динамичным США, с которыми однако волофоязычная культура также имеет довольно мало точек соприкосновения.
По оценке на 2013 год, 72,3 % населения страны, или 9,8 миллионов из 13,51 миллионов жителей Сенегала, активно использовали волоф: в том числе 39,7 %, или 5,4 миллиона говорили на нём как на родном языке и ещё 32,6 % (4,4 млн.) — как на втором.
Число «волофофонов» в Гамбии по оценке на 2001 год достигало 226 тыс. человек, а в Мавритании — 15 600 чел. (2013 год, оценка).

## В культуре
На языке волоф поет известный исполнитель Юссу Н’Дур.

## Википедия на языке волоф
Существует раздел Википедии на языке волоф («Википедия на языке волоф»), первая правка в нём была сделана в 2003 году. По состоянию на 10:23 (UTC) 16 июля 2025 года раздел содержит 1737 статей (общее число страниц — 5550); в нём зарегистрировано 16 652 участника, один из них имеет статус администратора; 12 участников совершили какие-либо действия за последние 30 дней; общее число правок за время существования раздела составляет 106 903.